# Tamira Paszek
Tamira Paszek (Dornbirn, 6. prosinca 1990.) austrijska je profesionalna tenisačica.

## Životopis
U tenis ju je uvela majka, Françoise Paszek, kada je Tamira imala nepunih pet godina. Majka je Austrijanka podrijetlom iz Čilea, a otac, Ariff Mohamed, Kanađanin indijskog podrijetla.
Paszek se profesionalno bavi tenisom od 2005. godine. U juniorskoj je konkurenciji igrala finala Wimbledona (2005.) i US Opena (2006. godine). Ima tri osvojena WTA turnira, kao i dva četvrtfinala Wimbledona, 2011. i 2012. godine. Omiljena joj je podloga trava. Od 2005. nastupa za austrijsku Fed Cup reprezentaciju.

## Osvojeni turniri

### Pojedinačno (3 WTA)
| Br. | Datum            | Turnir     | Suparnica u finalu    | Rezultat         |
| 1.  | 24. rujna 2006.  | Portorož   | Maria Elena Camerin   | 7:5, 6:1         |
| 2.  | 19. rujna 2010.  | Québec     | Bethanie Mattek-Sands | 7:6(6), 2:6, 7:5 |
| 3.  | 23. lipnja 2012. | Eastbourne | Angelique Kerber      | 5:7, 6:3, 7:5    |

## Rezultati na Grand Slam turnirima
| Grand Slam      | 2007. | 2008. | 2009. | 2010. | 2011. | 2012. |
| --------------- | ----- | ----- | ----- | ----- | ----- | ----- |
| Australian Open | 2k    | 1k    | 1k    | 1k    | 1k    | 1k    |
| Roland Garros   | 2k    | 1k    | 1k    | -     | 1k    | 1k    |
| Wimbledon       | 4k    | 1k    | 1k    | -     | 1/4F  | 1/4F  |
| US Open         | 4k    | 2k    | -     | 2k    | 1k    |       |

## Plasman na WTA ljestvici na kraju sezone
| 2005 | 2006 | 2007. | 2008. | 2009. | 2010. | 2011. | 2012. |
| ---- | ---- | ----- | ----- | ----- | ----- | ----- | ----- |
| 365. | 181. | 42.   | 73.   | 185.  | 89.   | 42.   |       |

## Vanjske poveznice
- Profil na stranici WTA Toura (engl.)